# Ambroży (Baird)
Biskup Ambroży (ang. Bishop Ambrose, gr. Επίσκοπος Αμβρόσιος, imię świeckie: Adrian Baird) (ur. 14 sierpnia 1949 r. w Londynie) – biskup Cerkwi Prawdziwych Prawosławnych Chrześcijan Hellady; biskup Methoni od 1993 roku.

## Życiorys
Urodził się 14 sierpnia 1949 roku w Londynie. W 1962 roku ukończył studia na Uniwersytecie w Oksfordzie, w 1968 roku Instytut Courtaulda w Londynie ze specjalizacją historii sztuki, zaś wykształcenie teologiczne uzyskał w „Ośrodku  Tradycjonalistycznych Nauk Prawosławnych” w Stanach. Przyjął wyznanie prawosławne po czym w 1973 roku wstąpił do bractwa monasteru śww. Cypriana i Justyny w Fili (Attyka, Grecja). Otrzymał mnisze postrzyżyny wraz ze zmianą imienia na Ambroży (ku czci św. Ambrożego z Mediolanu). W 1973 roku odrzucił propozycję prawosławnego patriarchy Jerozolimy Benedykta aby wraz z otrzymaniem godności biskupiej objął katedrę zwierzchnika Autonomicznej Cerkwi Prawosławnej Góry Synaj.  17 lipca 1974 roku arcybiskup Aten Auksentiusz (Pastras) podniósł go do godności hierodiakońskiej, zaś 1maja 1978 roku wyświęcił na hieromnicha.  21 stycznia 1993 podniesiony do godności biskupiej ze stolicą tytularną w Methoni, wikarego metropolii Oroposu i Fili. W tym samym roku objął funkcję zarządcy misją Synodu Oporu poza granicami Grecji. W 2003 roku z rąk prezydenta Republiki Osetii Południowej otrzymał obywatelstwo tego kraju. W 2010 roku w związku ze śmiercią arcybiskupa Sydney Chryzostoma (Alemagosa), został wyznaczony na czasowego zarządcę (locum tenes) greckiej diecezją w Australii. 19 maja 2011 roku wraz z pogorszeniem się stanu zdrowotnego biskupa Alanii Jerzego (Puchate) objął czasową opieką wszystkie prawosławne parafie w Południowej Osetii. W 2012 roku decyzją Zjazdu delegatów Serbskiej Swobodnej Cerkwi Prawosławnej w Australii i w Kanadzie został wybrany czasowym biskupem dla kilkunastu serbskich parafii i monasteru na emigracji. 15 kwietnia 2014 roku wyznaczony na czasowego zarządcę afrykańskiej metropolii Kananga w Kongo, biskupstwa Embu w Kenii oraz diecezji Richmont w Anglii. W tym roku wchodzi w skład czteroosobowej synodalnej Komisji ds. antyekumenicznej Misji poza Grecją. 
Jest poliglotą. Włada ośmioma językami w tym pięcioma biegle.